# Zonsverduistering van 11 april 2070

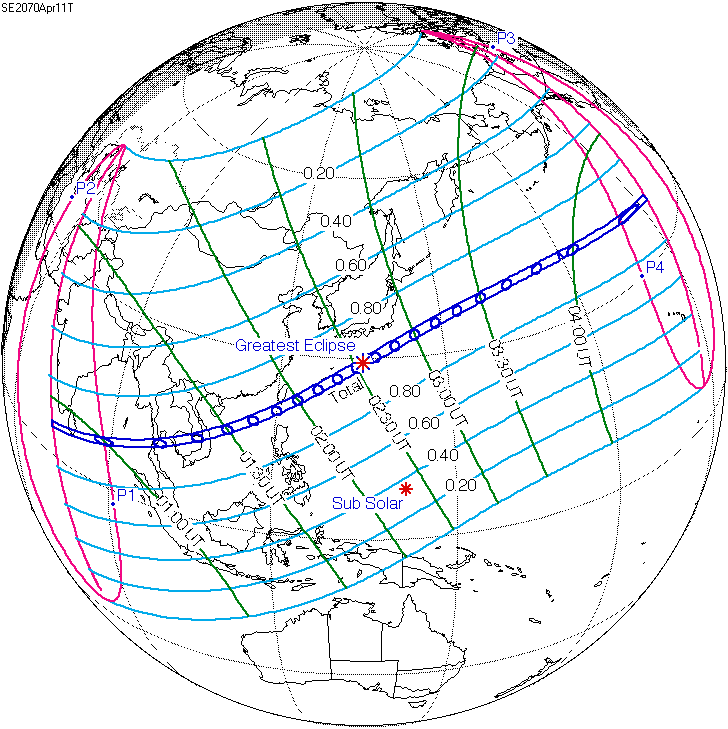
De totale zonsverduistering vindt plaats tussen de blauwe lijnen.

De totale zonsverduistering van 11 april 2070 zal achtereenvolgens te zien zijn in de volgende negen landen: Sri Lanka, Myanmar, Thailand, Cambodja, Laos, Vietnam, Paracel, Thailand en Filipijnen.

## Lengte

### Maximaal
Het punt met maximale totaliteit ligt op zee ten zuiden van Japan en duurt 4m04,1s.

### Limieten
| Fenomeen                    | Code | Tijdstip UTC |
| --------------------------- | ---- | ------------ |
| Eerste contact bijschaduw   | P1   | 23:57:31.5   |
| Eerste contact kernschaduw  | U1   | 00:55:36.5   |
| Kernschaduw compleet vanaf  | U2   | 00:57:22.8   |
| Bijschaduw compleet vanaf   | P2   | 02:04:31.2   |
| Maximum eclips              | GE   | 02:33:55.0   |
| Bijschaduw compleet t/m     | P3   | 03:03:01.7   |
| Kernschaduw compleet t/m    | U3   | 04:10:16.6   |
| Laatste contact kernschaduw | U4   | 04:12:06.6   |
| Laatste contact bijschaduw  | P4   | 05:10:09.2   |